# 邱姓
邱是一个東亞姓氏，邱姓在《百家姓》中排第151位，與丘姓同源。邱氏起源於周朝的山東臨淄，今廣泛分布於中國東北、華北、華南與朝鮮半島。

## 漢族的邱姓
丘姓主要的源出有四：姜姓（呂氏）、姒姓、媯姓（毌丘氏）、少數民族改姓。
丘姓是一個多民族、多源流姓氏群體，且因官職、因地名為氏者遠多於血緣，在中國姓氏排行榜上名列第65位，人口約4,700,000人，在全中國廣散分布。
齊國太公姜尚，被封於齊，建都營丘臨淄（今山東省淄博市臨淄區），於是臨淄為華北地區丘氏家族的祖籍地。 戰國時田氏代齊，田齊將齊康公及其家族放逐於宋州，部分姜齊後代即以「營丘」之「丘」字做為姓氏。
晉朝五胡亂華時八姓入閩，少部分丘氏家族移入福建，居住莆田縣，成為閩籍丘氏的籍貫地。
據《魏書·官氏志》記載，南北朝時，北魏孝文帝把國都從平城（今山西大同）南遷到洛陽後，實行孝文漢化運動。來自拓拔部的丘敦氏皆改為丘氏，丘行恭一支丘氏即是源於鮮卑族，其後代世居於陝西寶雞與甘肅天水一帶，成為中國西北的望族。
後來許多貫丘、毌丘、吾丘、浮丘等姓氏人士因簡化或避禍，改為丘姓。
雍正3年（公元1725年），雍正帝下詔，內容為命令丘氏家族需強制避孔子的名諱「丘」，故多數華北地區的丘氏家族皆加「邑」為邱姓。

## 朝鮮族的邱姓
在韓國，也有著龐大的丘氏與邱氏家族分支，主要以慶尚北道的平海丘氏與忠清南道的恩津邱氏為大宗，總人口超過20000人。
平海丘氏，是一個以韓國慶尚北道蔚珍郡平海邑為本貫的氏族。始祖是唐朝的將軍丘大林，祖籍地亦是山東臨淄，其祖先亦是姜太公。丘大林他於663年作為大唐使臣出使日本，途中在日本海遇難，漂流到朝鮮半島，從此在江原道蔚珍郡定居。1963年，蔚珍郡被劃入慶尚北道。